# Vůz Btx763 ČD
Vůz Btx763 (číslovaný v intervalu 50 54 28-29, původně označené Bifx, dříve též označen řadou 021) je čtyřnápravový přípojný velkoprostorový vůz 2. třídy Českých drah, sloužící především na neelektrizovaných tratích, ale i na elektrizovaných lokálních tratích s malým poloměrem oblouků ve spojení především s motorovými vozy 842 a lokomotivami 113, 210, 714 a 742.

## Vznik řady
Na začátku 90. let neměly České dráhy dostatek přípojných vozů vhodných k tehdy nově dodávaným motorovým vozům 842 a 843. Důvodem byly hlavně nerealizovaný nákup přípojných vozů k motorovým vozům 842 a malý počet přípojných a řídících vozů k motorovým vozům 843. Jedno z řešení spočívalo v modernizaci vozů Btx761 ze 60. let. Ze 100 vozů, které byly na modernizaci v ŽOS Nymburk ve spolupráci s Vagónkou Studénka přistaveny, jich díky neutěšenému stavu bylo v letech 1995–1997 rekonstruováno jen 68.

## Technické informace
Vozy jsou neklimatizované, lehké stavby o délce 18 500 mm a s podvozky Tatra 1-740. Nejvyšší povolená rychlost těchto vozů je 80 km/h, dříve však bylo povoleno 90 km/h.
Nástupní prostory jsou umístěny zhruba v 1/3 a 2/3 vozu a dělí vůz na tři velkoprostorové oddíly. Prostřední oddíl byl při rekonstrukci zmenšen ve prospěch jednoho z nástupních prostorů, na kterém je možná přeprava jízdních kol, dětských kočárků, nebo rozměrných zavazadel.
Nástupní dveře těchto vozů byly při rekonstrukci zaměněny za předsuvné, ovládané tlačítky a blokované za jízdy. Vozy obdržely nová výklopná okna s dvojitými determálními skly. Čelní panoramatická okna zůstala zachována.
Ve vozech byly použity tramvajové sedačky od španělské firmy Fainsa v leteckém uspořádání. V jednom nástupním prostoru se nachází další dvě sklopné sedačky. Celkem vozy nabízejí 66 míst k sezení. Kromě sedaček došlo v interiéru k výměně podlah, příček a obložení.
Zachováno zůstalo původní větrání střešními odsavači v kombinaci s minimálně účinným větráním výklopnými okny a teplovzdušné naftové topení. Na vozech bylo odstraněno původní dynamo, které zásobovalo vůz elektrickou energií, které je nahrazeno zásobováním energií z hnacího vozidla. Jako záložní zdroj energie jsou vozy vybaveny akumulátorovou baterií. Provozní osvětlení je realizováno pomocí zářivek s individuálními střídači, nouzové pak pomocí žárovek.
K méně viditelným změnám patří zesílení skříně vozů, úprava přechodových můstků, které jsou nyní určeny výhradně pro vlakovou četu, dosazení nového průběžného 13žilového kabelu dálkového řízení s dvěma páry zásuvek MZ 264 na čelech vozů a příprava na montáž vlakové rozhlasu a tlačítka „Zastávka na znamení“.
Vozy byly při rekonstrukci nalakovány do červeného polyuretanového nátěru se širokým krémovým pruhem okolo celého vozu, vyjma nástupních dveří.
Vozům byla přidělena při rekonstrukci nová pořadová čísla, která nerespektovala původní.

## Provoz

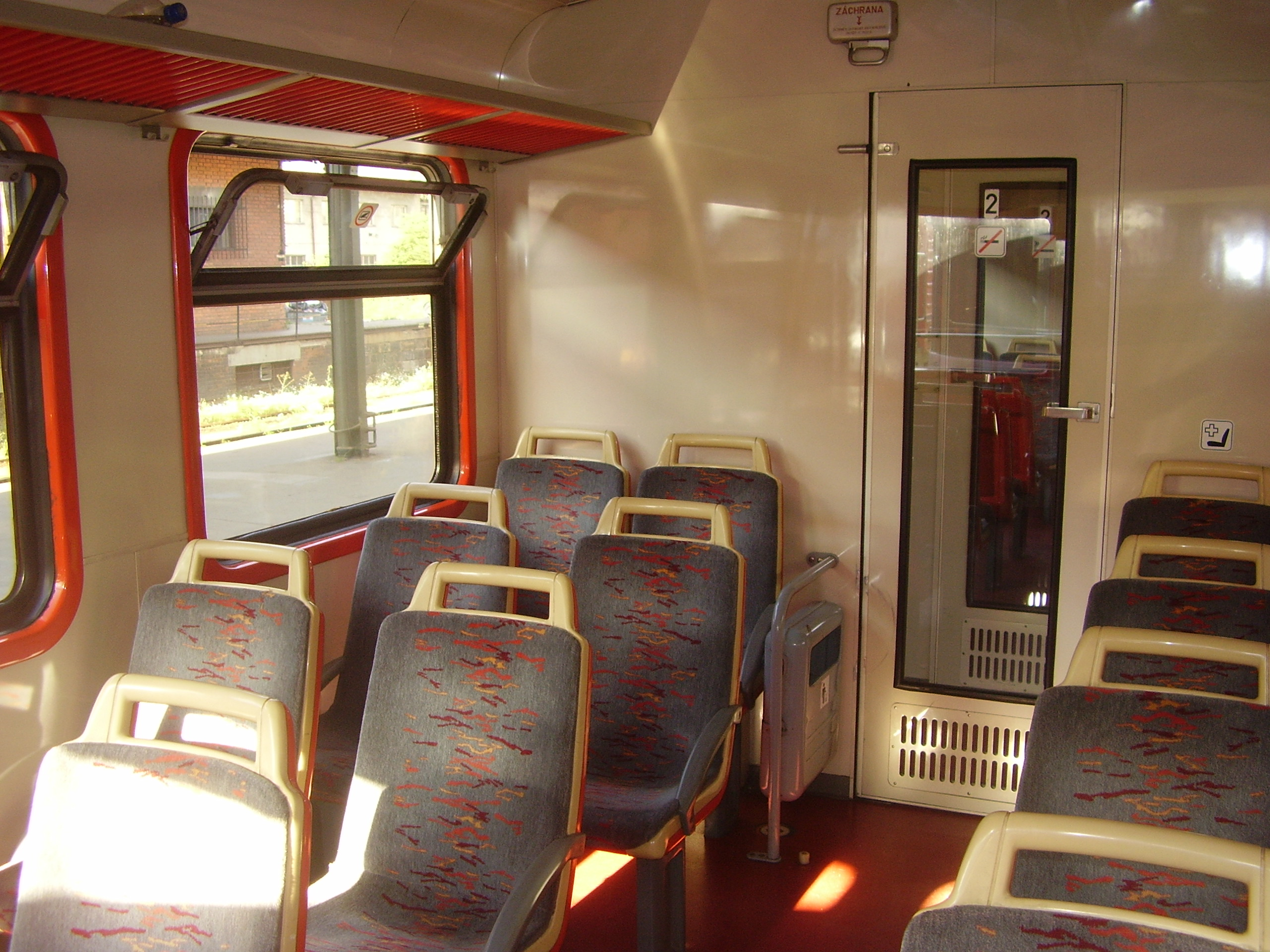
Interiér vozu Btx^{763}

Vozy trpěly od začátku provozu řadou problémů. Vozy byly kritizovány za použití nových tramvajových sedadel, která nebyla vhodná pro železniční vozidla. Taktéž větrání vozu je v letních měsících neúčinné. Během provozu se ukázalo, že z nových výklopných oken není možno dávat návěsti a zároveň nebylo možné dávat návěsti z prostoru nástupních dveří, protože pevný schůdek byl nahrazen novým výklopným. Z toho důvodu byly na vozy dodatečně namontovány stupačky pro posunovače. S výklopným schůdkem se vyskytla ještě jedna potíž, když při příjezdu vozů nebylo možné na nově modernizovaném pražském hlavním nádraží vysunout výklopný schůdek, který přesahoval průjezdný profil vozu. Vozům byl proto výklopný schůdek zúžen.
Po nehodě 12. července 2001 byla na základě defektoskopické zkoušky podvozků, při které byly zjištěny trhliny v materiálu, snížena nejvyšší povolená rychlost těchto vozů z původních 90 km/h na 80 km/h. V roce 2003 byla nejvyšší povolená rychlost na krátkou dobu opět zvýšena na původních 90 km/h, ale nakonec byla rychlost definitivně snížena na 80 km/h.
Kvůli malému poloměru některých oblouků byly vozy od roku 2012 nasazovány ve spojení s lokomotivami 113 a 210 na tratích Tábor–Bechyně a Rybník – Lipno nad Vltavou. Dále vozy jezdily na osobních a spěšných vlacích s motorovými vozy 842 na trase Břeclav – Hrušovany nad Jevišovkou – Znojmo a lokomotivami 714 na trati Rakovník – Kladno – Praha.[zdroj?]
Pravidelný provoz zbylých několika vozů ukončily České dráhy s nástupem grafikonu 2019/2020, který začal platit 15. prosince 2019. Sešrotovány byly nejpozději v roce 2023.

## Rekonstrukce
V letech 2007-2011 bylo 7 vozů v KOS Krnov přestavěno na řadu Bdtx766. Ve voze byl snížen počet míst k sezení na 54. Ve vzniklém prostoru bylo vybudováno místo pro přepravu jízdních kol.